# Sambura

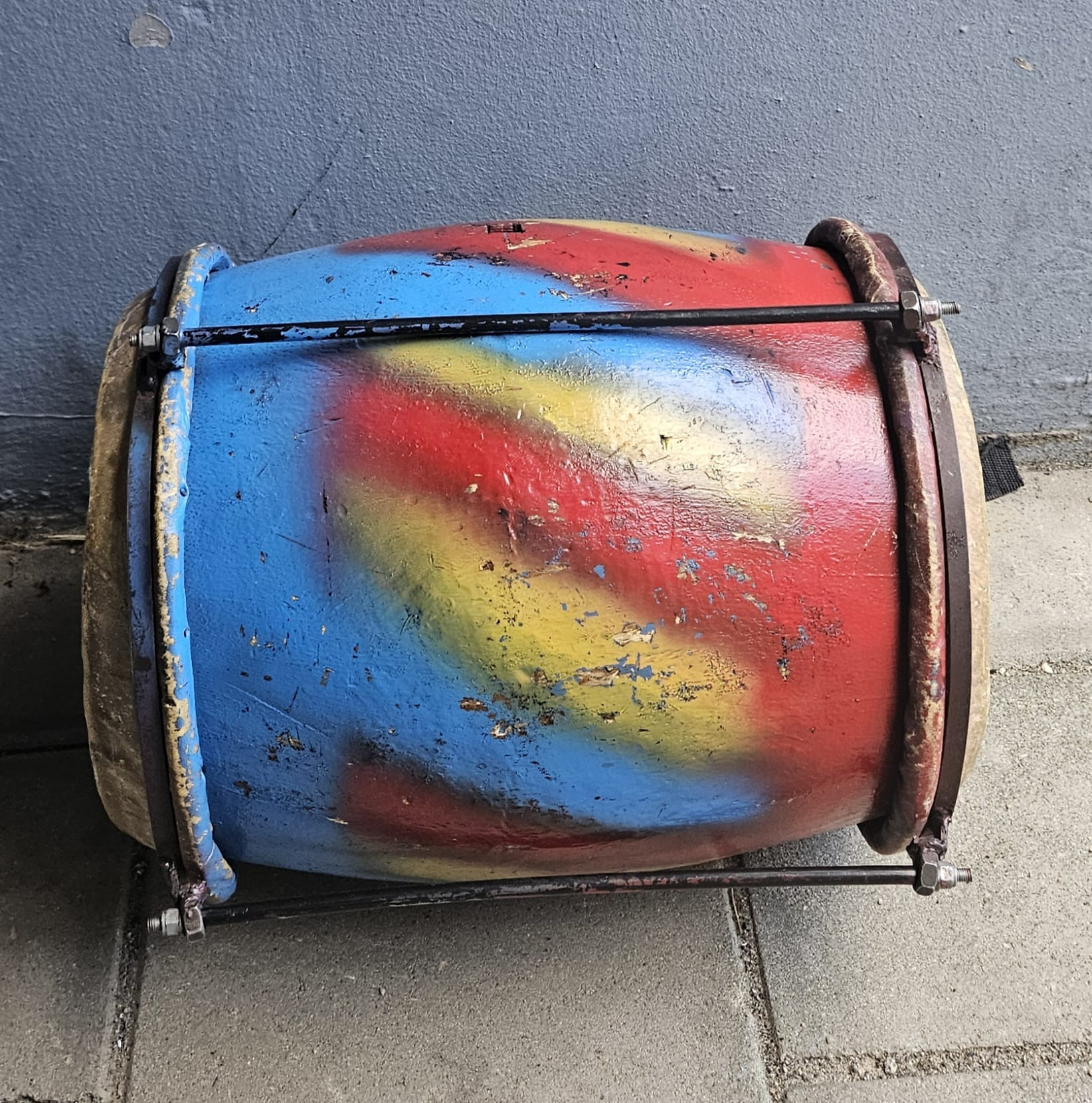
Een hari kawini

Een sambura is een trom die door inheemsen van het volk Karaïben (Kalinha) in onder meer Suriname wordt bespeeld. Het is het belangrijkste instrument voor de Karaïben.
Naar inheems gebruik maken muzikanten hun instrumenten zelf. Hierdoor heeft elk dorp in principe meerdere gespecialiseerde instrumentenmakers. Het wordt gemaakt uit cederhout, dat bekend staat om de mooie klankkleur, waarbij gebruik wordt gemaakt van een holle boomstam. Het heeft een dierlijk vel en voor een sissend geluid worden soms zaadjes in de trom gedaan en op het vel wordt een tong van een maripapalm bevestigd dat bij het aanslaan meetrilt. Voor de bespanning bestaan meerdere technieken die afgeleid zijn van de kawina, een slaginstrument dat door Afro-Surinamers werd geïntroduceerd.
Voor inheemsen is het belangrijk dat een sambura 'dreunt', waarmee bedoeld wordt dat het geluid ver draagt. Hiermee wordt ook verwezen naar de functie die de sambura in de eerste plaats heeft, namelijk als communicatiemiddel tussen dorpen.
Een Surinaams artiest die bekend is vanwege zijn optredens met onder meer de sambura, is de percussionist en bandleider Mark Langaman.